# Slide (Streetskating)

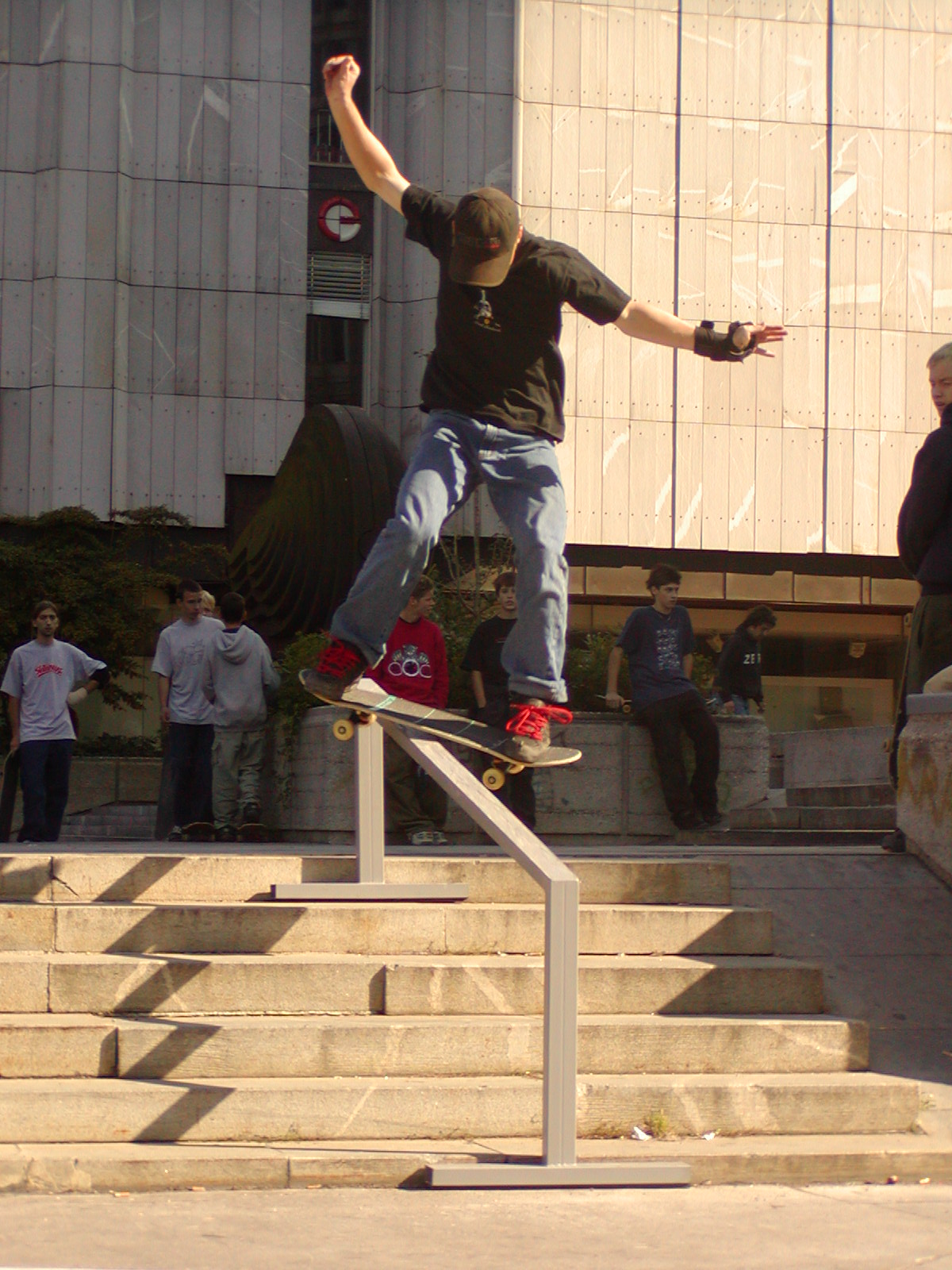
Skater beim Ausführen eines Frontside Lipslide

Slides werden von Skatern mit z. B. einem Skateboard auf allen möglichen Stellen im Streetskating ausgeführt:

An einer Bushaltestelle auf einer Bank, an einer Mauer oder an einem sogenannten Handrail (Geländer an einer Treppe). Dazu gehören z. B. die Tricks Boardslide, Noseslide, Tailslide, Lipslide usw.
Ziel dieser sportlichen Betätigung ist es, mit einem Skateboard oder – meistens speziell mit Alu- oder Kunststoffschienen präparierten – Inline-Skates auf den Kanten von Gegenständen oder auf Geländern von Treppen und Ähnlichem entlangzurutschen. Dabei gilt es, nicht mit den Rollen, sondern mit der Unterseite des Skateboards bzw. der Inline-Skates diese Rutschpartie durchzuführen und danach wieder sicher auf den Rollen zu landen.
Je länger die Rutschpartie ist und je mehr akrobatisches Geschick gezeigt wird, desto besser ist das Ergebnis.
Diese Disziplin ist beim Skaten wahrscheinlich die am schwierigsten zu meisternde und wird allgemein als die verletzungsreichste angesehen. Insbesondere der Aufprall auf der Kante oder dem Geländer, auf dem entlanggerutscht werden soll, kann zu schweren Verletzungen wie Kopfverletzungen, Knochenbrüchen, Quetschungen usw. führen. Aus diesem Grunde genießen die Könner dieses Fachs bei den anderen Skatern meistens auch ein hohes Ansehen.